# 曲径
曲径（1917年—1982年），曾用名曲宗杰、曲国华、曲俊亭，男，奉天复县人，中华人民共和国政治人物，曾任辽宁省人民委员会副省长。